# イェウン
イェウン（英: Yeeun、朝: 예은、1989年5月26日 - ）は、韓国の歌手、作曲家。本名はパク・イェウン（朝: 박예은、漢: 朴譽恩、英: Park Ye-Eun）。2007年にWonder Girlsの一員としてデビューした。2014年には「Me?」でHA:TFELT（ハットフェルト、朝: 핫펠트）としてソロデビューした。

## 経歴
2007年1月、ワンダーガールズの5人目のメンバーとしてデビュー。グループは MBC's en:Show! Music Coreで2007年2月10日に公式にデビューした。イェウンは"Saying I Love You" と "For Wonderful" を作曲し、ワンダーガールズのアメリカコンサートでライブ公演した。
2012年、ドラマen:Dream High 2のために作曲をし、2012年2月14日にリリースされた。後に歌を披露するためドラマにカメオ出演した 。また、"G.N.O (Girl's Night Out)"やWonder Worldなど、ワンダーガールズの最近のアルバムのいくつかを作曲した。
それに加え、イェウンは"Get It?"（主演ユンナ、ラップCheetah ）や"그게 너라면 (If That Was You)"（バンドメイトソンミによる）など、他のアーティストのためいくつか作詞を手伝った。
2014年7月23日、仮名「HA:TFELT」（"Hot"と "Heartfelt"の発音を合わせたもの）でソロデビューすることが発表された。デビューミニアルバムMe?（タイトルトラック "Ain′t Nobody"）は7月31日にリリースされた。公式のソロデビューステージは、2014年7月31日、Mnetの en:M! Countdown。アルバムは2014のK-popのベスト10アルバムBillboard'のリストに含まれた。
2015年6月24日、ワンダーガールズが2年間のブランクを経て、新たなバンドコンセプトとして再結成されると発表された。 イェウンは後にワンダーガールズのサードアルバムRebootのため"One Black Night"の作曲に参加した。
彼女は後に、2016年に復活したen:Why So LonelyのB面のトラック"Sweet & Easy"のクレジットを受け取った。
2017年1月26日、イェウンを含むメンバーの一部の契約更新がうまくいかず、ワンダーガールズが解散することとが発表された。イェウンはen:JYP Entertainmentに移籍することとなった。グループは最後のシングル"Draw Me" を2月10日にリリースした。2017年1月28日、イェウンは今後の音楽家としての将来の相談に en:Amoeba Cultureと会っていると報道された。4月10日、Amoeba Cultureと契約し、Amoeba Culture設立11年目にして初の女性ソロアーティストとなった。

## ディスコグラフィー

### EPs
- 2014: Me?

### サウンドトラックの公演とゲスト出演
- 2007年
  - "정 (Jeong)"
  - "사이 (Between)"
- 2008年
  - "Cry With Us"
  - "I Love Asia"
  - "Baby I Love You"
- 2010年
  - "놀자 (Let's Play)"
  - "This Christmas"
- 2013年
  - "줄수있어 (I Can Give)"
  - "So Good"
  - Think About You"
- 2014年
  - "그게 너라면 (If That Was You)"（Full Moon）
  - "No Make Up"
- 2015年
  - "There Must Be"
  - "One Dream One Korea"
- 2016年
  - "Rainy Street"
  - "Get It?"
- 2017年
  - "Thru The Sky"（Cross Country OST Part.1）
  - "Cross Country"（Cross Country OST Part.4: The Last Song）

### 作曲
- 2008年
  - "For Wonderful"（非公式リリース）
  - "Saying I Love You"（The Wonder Years: Trilogy）
- 2011年
  - "Smile"（非公式リリース）
  - "G.N.O (Girls Night Out)","Me, In"（Wonder World）
- 2012年
  - "Hello To Myself" (Dream High 2 OST Part 3)
  - "R.E.A.L","Girlfriend" (en:Wonder Party)
  - "Stay Together" (Unofficial Release)
- 2013年
  - "So Good" (So Good)
  - "그게 너라면 (If That Was You)","그게 너라면 (If That Was You) (feat. Yeeun)" (Full Moon)
  - There Must Be (非公式リリース)
  - "Baby Don't Play","One Black Night","이 순간 (Remember)" (Reboot)
- 2016年
  - "Get It?" ("Get It?")
  - "Sweet & Easy" ("en:Why So Lonely")
- 2017年
  - "Draw Me"　("Draw Me")
  - "Thru The Sky" ("Cross Country OST Part.1")
  - "Cross Country"("Cross Country OST Part.4")
  - "Only You" ("Signal")

## フィルモグラフィー
フィルム
- 2010年　The Last Godfather
- 2012年　The Wonder Girls

ドラマ
- 2012年　Dream High 2（KBS）
- 2013年　Basketball (tvN)

バラエティー
- 2016年　en:King of Mask Singer （MBC）[11]
- 2017年　Cross Country （MBCEvery1 ）[12]

音楽喜劇
- 2011–2014　The Three Musketeers（Lady Constance Bonacieux）